# ثعبان مدغشقري
الأسماء الشائعة: الثعابين المدغشقرية، الثعبان المدغشقري البني،
ثعبان مدغشقر هو جنس من الثعابين الغير سامة ولا توجد إلا في جزيرة مدغشقر. ثلاثة أنواع منها هي المعترف بها والمصنفة علمياً فقط.

## الأسماء الشائعة
الثعابين المدغشقرية، الثعابين المدغشقرية البنية.

## الأنواع
- ثعبان أرقط.
- ثعبان مدغشقر العملاق.
- ثعبان أشقر.